# Château de Villiers (Pouillenay)
Pour les articles homonymes, voir Château de Villiers.
Le château de Villiers  est un château médiéval situé à Pouillenay (Côte-d'Or) en Bourgogne-Franche-Comté.

## Localisation
Le château de Villiers se situe au sud-est de Pouillenay, en rive ouest de la RD 905 et de la Brenne.

## Historique
Le fief de Villiers est créé entre 1448 et 1544 du rassemblement de diverses parcelles par Guillaume, Alexandre et Claude de Damas qui construisent le château de 1482 à 1554. Dès la fin du XVIe siècle il n’est plus habité que par les fermiers des seigneurs successifs qui le vendent en 1767 à Philibert Guenichot de Nogent. En 1958, il est racheté en ruine et restauré par M. Fawcus[réf. souhaitée].

## Architecture
C’est un bâtiment gothique en L autour d'une cour carrée flanqué de deux tours rondes. Du côté ouest de la cour, le logis principal est un bâtiment à rez-de-chaussée surélevé d'un étage sous combles et toit à deux versant. Il s'ouvre côté cour de six croisées et trois lucarnes. La façade postérieure qui porte deux latrines avec corridor d'accès est en encorbellement ne présente que deux baies dans le toit et deux autres à l'étage. Au sud, l'angle externe du bâtiment est flanqué d'une tour ronde muni de canonnières, et desservie par un petit escalier en vis. Le rez-de-chaussée et l'étage sont équipés de latrines. Le côté nord de la cour est fermé par un bâtiment étroit qui joint à l'est une tour ronde percée d'une porte charretière . Au sud du château, la basse-cour carrée est fermée par deux bâtiments dont l'un porte  le millésime 1554[réf. souhaitée]. 
Les façades et les toitures du château sont inscrites aux monuments historiques par arrêté du 30 décembre 1925.

## Valorisation du patrimoine
Des animations ponctuelles s'y déroulent.